# Gilles Emptoz-Lacote
Gilles Emptoz-Lacote, né le 15 décembre 1977 à Paris, est un plongeur français.

## Carrière
Gilles Emptoz-Lacote remporte une médaille de bronze en plongeon synchronisé en haut vol à 10 mètres avec Frédéric Pierre aux Championnats d'Europe 1997 à Séville.
Il participe aux Jeux olympiques d'été de 2000 à Sydney, terminant sixième en tremplin synchronisé, dixième en haut vol synchronisé et vingtième en haut vol individuel.
Après s'être retiré de sa carrière de compétiteur, il devient entraîneur de plongeon, dirigeant l'équipe de France aux Jeux Olympiques de Pékin 2008 et Londres 2012. Il forme Mathieu Rosset qui, sous sa houlette, est, entre autres, sacré champion d'Europe du tremplin 3 mètres. à Eindhoven 2012.
De 2012 à 2015, il a dirigé la Fédération nationale de plongeon.
Il a déménagé au Canada en 2015 pour devenir entraîneur-chef au Centre national de haute performance de Toronto et a pris la direction de l'équipe nationale.